# Розы и жасмин в делфтской вазе
«Розы и жасмин в делфтской вазе» (фр. Les roses et jasmin dans le vase de Delft) — картина французского художника-импрессиониста Пьера-Огюста Ренуара из собрания Государственного Эрмитажа.
На картине изображён букет роз и жасмина в вазе делфтского фаянса; несколько веточек жасмина и роз лежит рядом с вазой на столе, покрытом светлой скатертью. Слева внизу подпись художника: A. Renoir. Картина написана масляными красками на холсте и имеет размеры 81,5 × 65 см.
Картина написана около 1880—1881 года под влиянием торговца картинами Поля Дюран-Рюэля. А. Г. Костеневич отмечал, что финансовое положение Дюран-Рюэля к началу 1880-х годов существенно укрепилось и он смог на регулярной основе оказывать поддержку своим друзьям-импрессионистам, «отчасти не без его воздействия Ренуар <…> пишет в это время больше натюрмортов, чем прежде» — Дюран-Рюэль уверял, что цветочные натюрморты легче находят покупателей.
После написания картина была отправлена в Копенгаген, где находилась в коллекции Пауля Германа Хейльбута, далее была вывезена в Германию, где её в галерее Генриха Таннхаузера приобрёл немецкий предприниматель и коллекционер Отто Кребс из Веймара. После смерти Кребса от рака весной 1941 года картина хранилась в хольцдорфском поместье Кребса под Веймаром, во время Второй мировой войны коллекция Кребса была спрятана в специально-оборудованном сейфе-тайнике, построенном под одной из хозяйственных построек поместья. В 1945 году Хольцдорф был занят советскими войсками, в поместье Кребса расположилось управление Советской военной администрации в Германии. Коллекция, включая «Розы и жасмин в делфтской вазе», была обнаружена и описана на месте советскими трофейными командами, занимающимися сбором произведений искусства и вывозом их в СССР, после чего в 1949 году отправлена в Государственный Эрмитаж (в первоначальных описях фигурировала под названием «Ваза с цветами»), где долгое время хранилась в запасниках и не была известна широкой публике и даже большинству исследователей. Мало того, на Западе считалось, что коллекция Кребса погибла во время Второй мировой войны.
Впервые, после долгого перерыва, картина была показана публике лишь в 1995 году на эрмитажной выставке трофейного искусства; с 2001 года числится в постоянной экспозиции Эрмитажа (инвентарный № ЗКРсэ-524) и с конца 2014 года выставляется в Галерее памяти Сергея Щукина и братьев Морозовых в здании Главного Штаба (зал 407).
А. Г. Костеневич, анализируя картину, особо остановился на трансформации стиля художника: «Если в ранних натюрмортах Ренуара сильны реалистические настроения и заметно влияние Курбе, то впоследствии возобладало стремление к декоративности и к использованию красивых предметов. Место сельских горшков заняли дорогие фарфоровые или фаянсовые вазы. Художник, несомненно, находил очевидное удовольствие в сопоставлении реальных цветов, роз и жасмина, с изображёнными на делфтской вазе». Далее он отмечает, что «весьма деликатная нюансировка предметов», заметная в этой картине, в последующих работах 1890-х — 1900-х годов «сменилась желанием форсировать их чувственную осязаемость».